# ساموئل آلمیدا کامازولا
ساموئل آلمیدا کامازولا هافبک اهل برزیل است که در شهر کاشیاس دو سو و در تاریخ ۳۰ اوت ۱۹۸۲ به دنیا آمده‌است.
ساموئل آلمیدا کامازولا در تیم‌های فوتبال Juventude سابقهٔ حضور دارد.